# Jordi Alba
Jorge Alba Ramos (Hospitalet de Llobregat, Barcelona, 21 de marzo de 1989), más conocido como Jordi Alba, es un futbolista español que juega como defensa en el Inter de Miami de la Major League Soccer. Fue internacional absoluto con la selección española desde 2011 hasta 2023, con la que se proclamó campeón de Europa en 2012 y de la Liga de Naciones en 2023 como capitán.

## Trayectoria
Empezó a jugar en 1996 para el At. Hospitalense, uno de los equipos de su ciudad natal. En 1998 fichó por el F. C. Barcelona. Tras estar siete años en las categorías inferiores del club, en 2005 deja La Masía para recalar en las filas de la U. E. Cornellà.

### Valencia C. F.

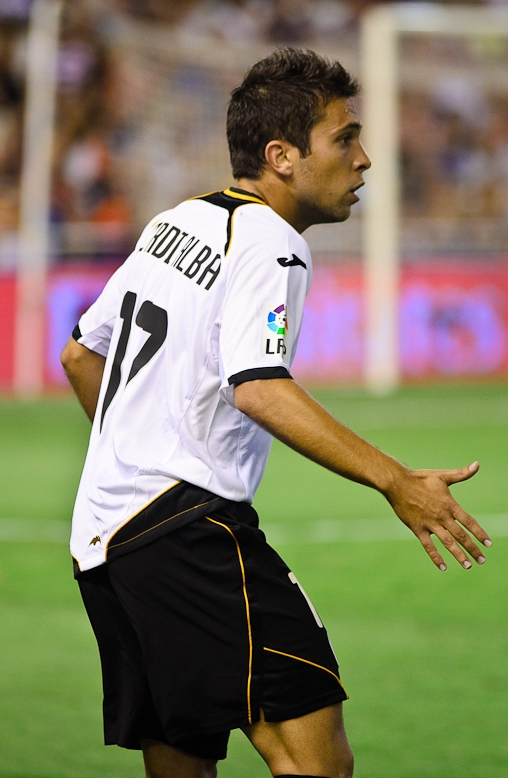
Jordi Alba jugando con el Valencia C. F.

En la segunda temporada fue fichado por el Valencia C. F., en el que pasó a jugar del Juvenil A a consolidarse en el Valencia C. F. Mestalla, siendo una pieza clave en el ascenso de este a Segunda División B, llegando a ser convocado por el primer equipo valencianista y por la selección española sub-19.
Posteriormente fue cedido al Gimnàstic de Tarragona, consiguiendo hacerse con la titularidad, lo que le valió para ser llamado con la selección española sub-21.
Tras su campaña en Tarragona, regresó al Valencia C. F. para hacer la pretemporada. Logró convencer a Unai Emery y se convirtió en jugador de la primera plantilla, debutando oficialmente en Liga el 13 de septiembre de 2009 frente al Real Valladolid.
Destacó como lateral en la temporada 2010-11 debido a las numerosas lesiones en el Valencia y el traspaso de Juan Mata al Chelsea F. C.

### F. C. Barcelona
El 28 de junio de 2012, mientras se disputaba la Eurocopa, el Valencia y el Barcelona llegaron a un principio de acuerdo para el traspaso del jugador a cambio de 14 millones de euros, para las siguientes cinco temporadas. La mañana de ese mismo jueves, pasó satisfactoriamente el reconocimiento médico y firmó su contrato, efectuándose su presentación esa misma tarde. Su cláusula de rescisión ascendió a 90 millones de euros.
Su debut oficial con el equipo azulgrana se produjo el 19 de agosto de 2012, en un partido de Liga ante la Real Sociedad. En su primera campaña con el equipo llegó a semifinales de la Copa del Rey y de la Liga de Campeones, y ganando la Liga a falta de tres jornadas por jugar.
La siguiente temporada estuvo marcada por sus constantes lesiones. Al final la temporada acabó sin ningún título.
En su tercera temporada fue titular indiscutible, y el equipo culé ganó el triplete con Luis Enrique de entrenador. Terminó la temporada habiendo jugado 43 partidos y marcado dos goles. En la siguiente temporada solo marcó un gol en 45 partidos, aunque fue decisivo ya que supuso el 1 a 0 en la prórroga de la final de la Copa del Rey ante el Sevilla F. C.
En la temporada 2016-17 su participación disminuyó y solo disputó 39 encuentros, 33 como titular. Con la llegada de Ernesto Valverde volvió a ser un fijo en el once titular. La primera temporada bajo sus órdenes logró doce asistencias y tres goles.  En la temporada 2020-21 marcó cinco goles y repartió once asistencias hasta el mes de marzo, regresando así a la selección española.
El 9 de agosto de 2021, tras la marcha de Leo Messi del club, fue nombrado el cuarto capitán del equipo.
A pesar de tener todavía un año más de contrato, el 24 de mayo de 2023 anunció que se iba a marchar del club al final de la temporada.

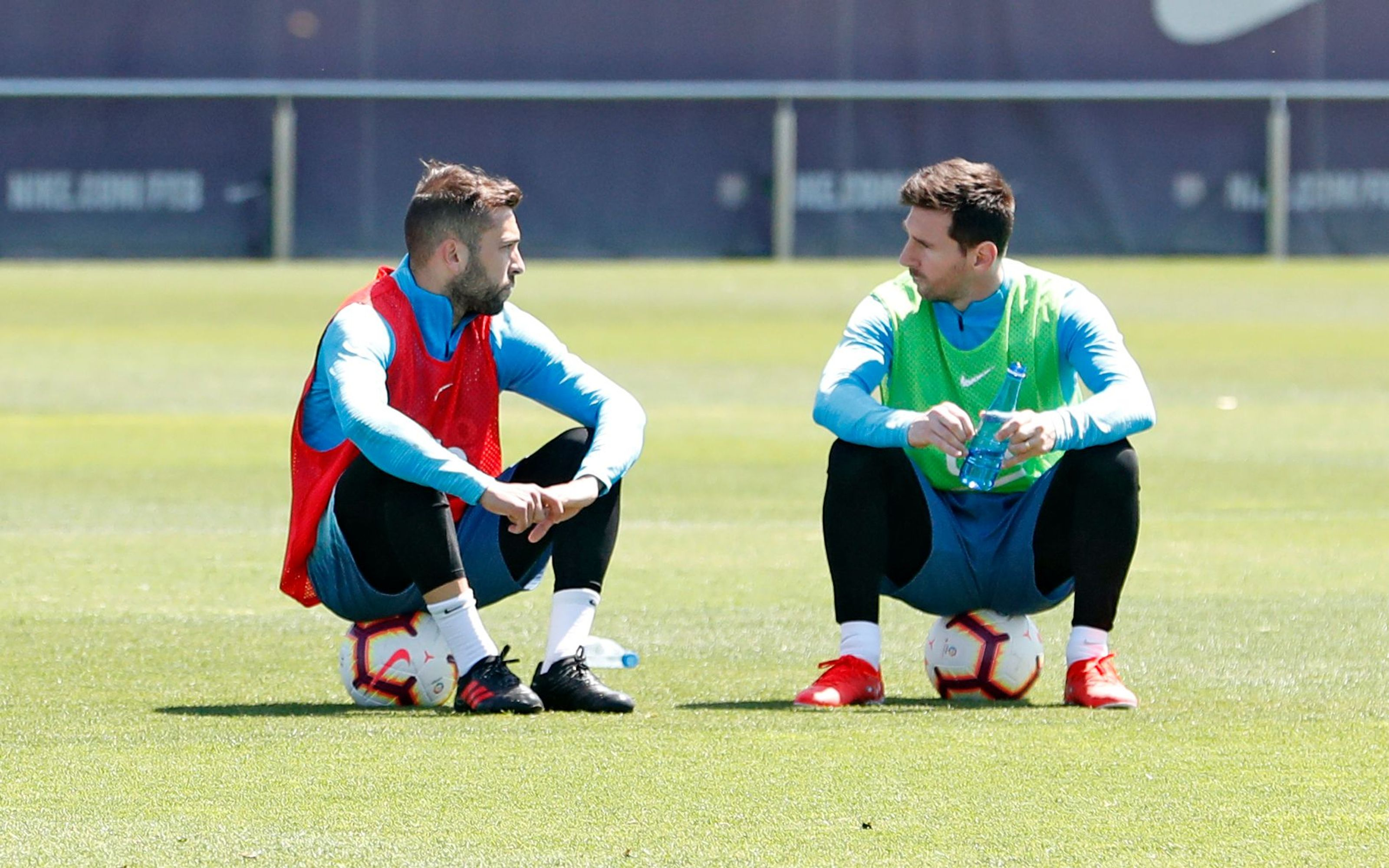
Jordi Alba junto a su compañero Leo Messi en el F. C. Barcelona

### Inter de Miami
El 20 de julio de 2023 se anunció su fichaje por el Inter de Miami, equipo en el que iba a coincidir de nuevo con Leo Messi y Sergio Busquets.

## Selección nacional

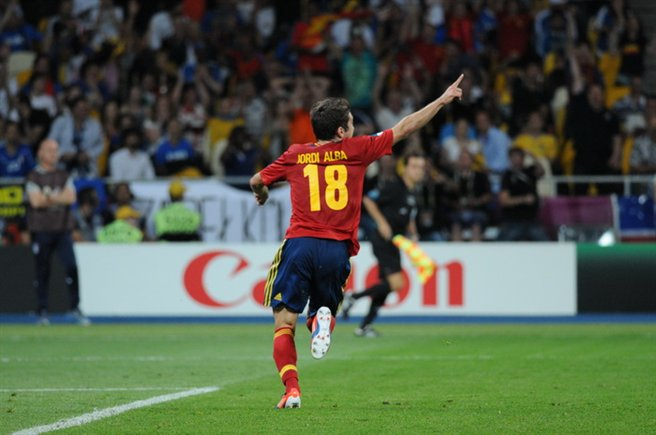
Jordi Alba celebrando su gol en la Final de la Eurocopa 2012.

Jordi Alba ha sido internacional con las categorías inferiores de la selección española. Jugó con la sub-19, sub-20 y sub-21 antes de jugar con la selección absoluta. Con la primera, jugó 6 partidos y marcó 1 gol. Con la segunda, jugó 9 partidos pero no marcó ningún gol. Y con la tercera, jugó 4 partidos y tampoco marcó ningún gol. En total, jugó 19 partidos con las categorías inferiores marcando un único gol, con la sub-19.
El 30 de septiembre de 2011 fue convocado por primera vez para un partido de la selección absoluta, con la que debutó el 11 de octubre de 2011 jugando en Alicante ante Escocia en la fase de clasificación de la Eurocopa 2012. En 2012 siguió siendo convocado con la selección y disputó la citada Eurocopa como lateral izquierdo titular. Marcó el segundo gol en la final, después de recorrer casi medio campo con el balón para batir a Gianluigi Buffon, y España terminó ganando 4-0 a Italia.
En julio de 2012 fue incluido en la lista de 18 jugadores que participaron representando a España en los Juegos Olímpicos de Londres 2012. España perdió su primer partido ante Japón por 1-0. El segundo, fue ante Honduras, en el que volvieron a perder por otro 1-0. España quedó última de grupo y fue eliminada.
En agosto de 2023 manifestó su intención de retirarse de la selección.

### Participaciones en fases finales
| Competición                         | Categoría | Sede              | Resultado        | Partidos | Goles |
| ----------------------------------- | --------- | ----------------- | ---------------- | -------- | ----- |
| Juegos Mediterráneos 2009           | Sub-20    | Pescara           | Campeón          | 4        | 0     |
| Copa Mundial Sub-20 2009            | Sub-20    | Egipto            | Octavos de final | 3        | 0     |
| Eurocopa 2012                       | Absoluta  | Polonia y Ucrania | Campeón          | 6        | 1     |
| Juegos Olímpicos 2012               | Sub-23    | Londres           | Fase de grupos   | 3        | 0     |
| Copa Confederaciones 2013           | Absoluta  | Brasil            | Subcampeón       | 4        | 2     |
| Copa Mundial de 2014                | Absoluta  | Brasil            | Fase de grupos   | 3        | 0     |
| Eurocopa 2016                       | Absoluta  | Francia           | Octavos de final | 4        | 0     |
| Copa Mundial de 2018                | Absoluta  | Rusia             | Octavos de final | 4        | 0     |
| Eurocopa 2020                       | Absoluta  | Europa            | Semifinales      | 6        | 0     |
| Copa Mundial de 2022                | Absoluta  | Catar             | Octavos de final | 4        | 0     |
| Liga de Naciones de la UEFA 2022-23 | Absoluta  | Países Bajos      | Campeón          | 2        | 0     |

### Goles como internacional
| Goles internacionales con España | Goles internacionales con España | Goles internacionales con España           | Goles internacionales con España | Goles internacionales con España | Goles internacionales con España | Goles internacionales con España    | Goles internacionales con España |
| #                                | Fecha                            | Lugar                                      | Rival                            | Gol                              | Resultado                        | Competición                         |                                  |
| -------------------------------- | -------------------------------- | ------------------------------------------ | -------------------------------- | -------------------------------- | -------------------------------- | ----------------------------------- | -------------------------------- |
| 1.                               | 1 de julio de 2012               | Estadio Olímpico, Kiev, Ucrania            | Italia                           | 2-0                              | 4-0                              | Eurocopa 2012                       |                                  |
| 2.                               | 12 de octubre de 2012            | Estadio Dinamo, Minsk, Bielorrusia         | Bielorrusia                      | 1–0                              | 4–0                              | Clasificación Mundial 2014          |                                  |
| 3.                               | 23 de junio de 2013              | Estadio Castelão, Fortaleza, Brasil        | Nigeria                          | 1-0                              | 3-0                              | Copa Confederaciones 2013           |                                  |
| 4.                               | 23 de junio de 2013              | Estadio Castelão, Fortaleza, Brasil        | Nigeria                          | 3-0                              | 3-0                              | Copa Confederaciones 2013           |                                  |
| 5.                               | 6 de septiembre de 2013          | Estadio Olímpico, Helsinki, Finlandia      | Finlandia                        | 1-0                              | 2-0                              | Clasificación Mundial 2014          |                                  |
| 6.                               | 5 de septiembre de 2015          | Estadio Carlos Tartiere, Oviedo, España    | Eslovaquia                       | 1-0                              | 2-0                              | Clasificación Eurocopa 2016         |                                  |
| 7.                               | 11 de noviembre de 2017          | Estadio La Rosaleda, Málaga, España        | Costa Rica                       | 1-0                              | 5-0                              | Amistoso                            |                                  |
| 8.                               | 14 de noviembre de 2017          | Estadio Krestovski, San Petersburgo, Rusia | Rusia                            | 1-0                              | 3-3                              | Amistoso                            |                                  |
| 9.                               | 24 de septiembre de 2022         | Estadio de La Romareda, Zaragoza, España   | Suiza                            | 1-1                              | 1-2                              | Liga de Naciones de la UEFA 2022-23 |                                  |

## Estadísticas

### Clubes
Actualizado al último partido disputado el 16 de agosto de 2025.
| Club                            | Div.          | Temporada     | Liga  | Liga  | Liga   | Copas nacionales | Copas nacionales | Copas nacionales | Copas internacionales | Copas internacionales | Copas internacionales | Total | Total | Total  |
| Club                            | Div.          | Temporada     | Part. | Goles | Asist. | Part.            | Goles            | Asist.           | Part.                 | Goles                 | Asist.                | Part. | Goles | Asist. |
| ------------------------------- | ------------- | ------------- | ----- | ----- | ------ | ---------------- | ---------------- | ---------------- | --------------------- | --------------------- | --------------------- | ----- | ----- | ------ |
| Gimnàstic de Tarragona · España | 2.ª           |               |       |       |        |                  |                  |                  |                       |                       |                       |       |       |        |
| Gimnàstic de Tarragona · España | 2.ª           | 2008-09       | 35    | 4     | 0      | 1                | 0                | 0                | —                     | —                     | —                     | 36    | 4     | 0      |
| Gimnàstic de Tarragona · España | Total club    | Total club    | 35    | 4     | 0      | 1                | 0                | 0                | 0                     | 0                     | 0                     | 36    | 4     | 0      |
| Valencia C. F. · España         | 1.ª           | 2009-10       | 15    | 1     | 1      | 2                | 0                | 1                | 9                     | 0                     | 0                     | 26    | 1     | 2      |
| Valencia C. F. · España         | 1.ª           | 2010-11       | 27    | 2     | 0      | 4                | 0                | 0                | 3                     | 0                     | 0                     | 34    | 2     | 0      |
| Valencia C. F. · España         | 1.ª           | 2011-12       | 32    | 2     | 5      | 8                | 0                | 0                | 10                    | 1                     | 1                     | 50    | 3     | 6      |
| Valencia C. F. · España         | Total club    | Total club    | 74    | 5     | 6      | 14               | 0                | 1                | 22                    | 1                     | 1                     | 110   | 6     | 8      |
| F. C. Barcelona · España        | 1.ª           | 2012-13       | 29    | 2     | 5      | 6                | 1                | 0                | 9                     | 2                     | 0                     | 44    | 5     | 5      |
| F. C. Barcelona · España        | 1.ª           | 2013-14       | 15    | 0     | 2      | 7                | 0                | 0                | 4                     | 0                     | 0                     | 26    | 0     | 2      |
| F. C. Barcelona · España        | 1.ª           | 2014-15       | 27    | 1     | 3      | 6                | 1                | 2                | 11                    | 0                     | 2                     | 44    | 2     | 7      |
| F. C. Barcelona · España        | 1.ª           | 2015-16       | 31    | 0     | 6      | 3                | 1                | 0                | 11                    | 0                     | 1                     | 45    | 1     | 7      |
| F. C. Barcelona · España        | 1.ª           | 2016-17       | 26    | 1     | 6      | 7                | 0                | 0                | 6                     | 0                     | 0                     | 39    | 1     | 6      |
| F. C. Barcelona · España        | 1.ª           | 2017-18       | 33    | 2     | 8      | 7                | 1                | 3                | 8                     | 0                     | 0                     | 48    | 3     | 11     |
| F. C. Barcelona · España        | 1.ª           | 2018-19       | 36    | 2     | 10     | 7                | 0                | 2                | 11                    | 1                     | 5                     | 54    | 3     | 17     |
| F. C. Barcelona · España        | 1.ª           | 2019-20       | 27    | 2     | 5      | 4                | 0                | 1                | 5                     | 0                     | 2                     | 36    | 2     | 8      |
| F. C. Barcelona · España        | 1.ª           | 2020-21       | 35    | 3     | 5      | 7                | 2                | 6                | 7                     | 0                     | 2                     | 49    | 5     | 13     |
| F. C. Barcelona · España        | 1.ª           | 2021-22       | 30    | 2     | 10     | 3                | 0                | 1                | 11                    | 1                     | 1                     | 44    | 3     | 12     |
| F. C. Barcelona · España        | 1.ª           | 2022-23       | 24    | 2     | 3      | 3                | 0                | 2                | 3                     | 0                     | 1                     | 30    | 2     | 6      |
| F. C. Barcelona · España        | Total club    | Total club    | 313   | 17    | 63     | 60               | 6                | 17               | 86                    | 4                     | 14                    | 459   | 27    | 94     |
| Inter de Miami Estados Unidos   | 1.ª           | 2023          | 7     | 1     | 0      | 1                | 0                | 0                | 5                     | 1                     | 2                     | 13    | 2     | 2      |
| Inter de Miami Estados Unidos   | 1.ª           | 2024          | 31    | 5     | 15     | ―                | ―                | ―                | 7                     | 0                     | 6                     | 38    | 5     | 21     |
| Inter de Miami Estados Unidos   | 1.ª           | 2025          | 21    | 2     | 8      | ―                | ―                | ―                | 13                    | 2                     | 1                     | 34    | 4     | 9      |
| Inter de Miami Estados Unidos   | Total club    | Total club    | 59    | 8     | 23     | 1                | 0                | 0                | 25                    | 3                     | 9                     | 85    | 11    | 32     |
| Total carrera                   | Total carrera | Total carrera | 481   | 34    | 92     | 76               | 6                | 18               | 133                   | 8                     | 24                    | 690   | 48    | 134    |
| 1. 2.                           |               |               |       |       |        |                  |                  |                  |                       |                       |                       |       |       |        |

Fuentes: MLS - Transfermarkt - BDFutbol - Soccerway - Besoccer

### Selección
Datos actualizados a su último partido el 18 de junio de 2023.
| Sub-19 · España | 2008          | -  | - | - | 3  | 1 | 0 | -  | - | - | 3   | 1  | 0  |
| Sub-19 · España | Total sel.    | 0  | 0 | 0 | 3  | 1 | 0 | 0  | 0 | 0 | 3   | 1  | 0  |
| Sub-20 · España | 2009          | 2  | 0 | 0 | -  | - | - | 3  | 0 | 0 | 5   | 0  | 0  |
| Sub-20 · España | Total sel.    | 2  | 0 | 0 | 0  | 0 | 0 | 3  | 0 | 0 | 5   | 0  | 0  |
| Sub-21 · España | 2008          | 1  | 0 | 0 | -  | - | - | -  | - | - | 1   | 0  | 0  |
| Sub-21 · España | 2009          | -  | - | - | 1  | 0 | 0 | -  | - | - | 1   | 0  | 0  |
| Sub-21 · España | 2010          | -  | - | - | 0  | 0 | 0 | -  | - | - | 0   | 0  | 0  |
| Sub-21 · España | 2011          | 1  | 0 | 0 | -  | - | - | -  | - | - | 1   | 0  | 0  |
| Sub-21 · España | Total sel.    | 2  | 0 | 0 | 1  | 0 | 0 | 0  | 0 | 0 | 3   | 0  | 0  |
| Olímpica · España | 2012          | -  | - | - | -  | - | - | 3  | 0 | 0 | 3   | 0  | 0  |
| Olímpica · España | Total sel.    | 0  | 0 | 0 | 0  | 0 | 0 | 3  | 0 | 0 | 3   | 0  | 0  |
| Absoluta · España | 2011          | 1  | 0 | 0 | 1  | 0 | 1 | -  | - | - | 2   | 0  | 1  |
| Absoluta · España | 2012          | 4  | 0 | 1 | 6  | 1 | 1 | 3  | 1 | 0 | 13  | 2  | 2  |
| Absoluta · España | 2013          | 3  | 0 | 0 | -  | - | - | 6  | 3 | 0 | 9   | 3  | 0  |
| Absoluta · España | 2014          | 2  | 0 | 0 | 4  | 0 | 2 | 3  | 0 | 0 | 9   | 0  | 2  |
| Absoluta · España | 2015          | 1  | 0 | 0 | 5  | 1 | 1 | -  | - | - | 6   | 1  | 1  |
| Absoluta · España | 2016          | 5  | 0 | 0 | 4  | 0 | 1 | 2  | 0 | 0 | 11  | 0  | 1  |
| Absoluta · España | 2017          | 4  | 2 | 1 | -  | - | - | 4  | 0 | 2 | 8   | 2  | 3  |
| Absoluta · España | 2018          | 4  | 0 | 0 | 1  | 0 | 0 | 4  | 0 | 0 | 9   | 0  | 0  |
| Absoluta · España | 2019          | -  | - | - | 3  | 0 | 2 | -  | - | - | 3   | 0  | 2  |
| Absoluta · España | 2021          | -  | - | - | 6  | 1 | 1 | 4  | 0 | 4 | 10  | 1  | 5  |
| Absoluta · España | 2022          | 3  | 0 | 2 | 4  | 1 | 0 | 4  | 0 | 2 | 11  | 1  | 4  |
| Absoluta · España | 2023          | -  | - | - | 2  | 0 | 0 | -  | - | - | 2   | 0  | 0  |
| Absoluta · España | Total sel.    | 27 | 2 | 4 | 36 | 4 | 9 | 30 | 4 | 8 | 93  | 10 | 21 |
| Total carrera | Total carrera | 31 | 2 | 4 | 40 | 5 | 9 | 36 | 4 | 8 | 107 | 11 | 21 |
| (1) Incluye datos de Eurocopa sub-19, clasificación europea y Liga de Naciones. (2) Incluye datos de Mundial sub-20, Juegos Olímpicos, Copa Confederaciones y clasificación mundialista.Fuente: Transfermarkt, BDFutbol |               |    |   |   |    |   |   |    |   |   |     |    |    |

## Palmarés

### Títulos nacionales
| Título                     | Club            | País           | Año     |
| -------------------------- | --------------- | -------------- | ------- |
| Primera División de España | F. C. Barcelona | España         | 2012-13 |
| Supercopa de España        | F. C. Barcelona | España         | 2013    |
| Primera División de España | F. C. Barcelona | España         | 2014-15 |
| Copa del Rey               | F. C. Barcelona | España         | 2014-15 |
| Primera División de España | F. C. Barcelona | España         | 2015-16 |
| Copa del Rey               | F. C. Barcelona | España         | 2015-16 |
| Supercopa de España        | F. C. Barcelona | España         | 2016    |
| Copa del Rey               | F. C. Barcelona | España         | 2016-17 |
| Copa del Rey               | F. C. Barcelona | España         | 2017-18 |
| Primera División de España | F. C. Barcelona | España         | 2017-18 |
| Supercopa de España        | F. C. Barcelona | España         | 2018    |
| Primera División de España | F. C. Barcelona | España         | 2018-19 |
| Copa del Rey               | F. C. Barcelona | España         | 2020-21 |
| Supercopa de España        | F. C. Barcelona | España         | 2023    |
| Primera División de España | F. C. Barcelona | España         | 2022-23 |
| MLS Supporters' Shield     | Inter de Miami  | Estados Unidos | 2024    |

### Títulos internacionales
| Título                            | Selección       | País              | Año     |
| --------------------------------- | --------------- | ----------------- | ------- |
| Juegos Mediterráneos              | España sub-20   | Italia            | 2009    |
| Eurocopa                          | España          | Polonia y Ucrania | 2012    |
| Liga de Naciones de la UEFA       | España          | Países Bajos      | 2022-23 |
| Título                            | Club            | País              | Año     |
| Liga de Campeones de la UEFA      | F. C. Barcelona | Alemania          | 2014-15 |
| Supercopa de Europa               | F. C. Barcelona | Georgia           | 2015    |
| Copa Mundial de Clubes de la FIFA | F. C. Barcelona | Japón             | 2015    |
| Leagues Cup                       | Inter de Miami  | Estados Unidos    | 2023    |

### Distinciones individuales
| Distinción                                          | Año        |
| --------------------------------------------------- | ---------- |
| Equipo del Torneo de la Eurocopa                    | 2012       |
| Incluido en el Once Ideal de la Liga Española       | 2013, 2015 |
| Incluido en el Once Ideal del diario L'Équipe       | 2013       |
| Incluido en el Equipo Ideal de la Liga de Campeones | 2015       |